# Varbergs BoIS
El Varbergs BoIS es un equipo de fútbol de Suecia que juega en la Superettan, la segunda división de fútbol del país.

## Historia
Fue fundado el 25 de mayo de 1925 en la ciudad de Varberg, la ciudad principal de la municipalidad del mismo nombre de la provincia de Halland luego de una reunión por un grupo de exjugadores del Haga BK.
Desde su fundación el club ha jugado principalmente en las divisiones intermedias de Suecia, logrando por primera vez el ascenso a la Allsvenskan para la temporada 2020 luego de terminar segundo en la Superettan en 2019.

## Palmarés
- Division 1 Södra: 1

2011
- Division 2 Sodra Gotaland: 1

2010
- Division 3 Sydvastra Gothaland: 1

2005
- Division 4 Halland: 3

1997, 2002, 2004

## Jugadores

### Jugadores destacados
- Alain Junior Olle Olle
- Hosam Aiesh